# Melinahosahalli, Arsikere
Melinahosahalli là một làng thuộc tehsil Arsikere, huyện Hassan, bang Karnataka, Ấn Độ.